# MOL Comfort
Le MOL Comfort était un porte-conteneurs japonais. Il a dû être abandonné par son équipage le 17 juin 2013 dans l'Océan Indien à cause d'une fissure apparue dans la coque. Le navire s'est ensuite ouvert en deux tout en restant à flot, la partie avant a été prise en remorque alors que la partie arrière a coulé par 4 000 mètres de profondeur le 27 juin. La partie avant du navire, en cours de remorquage, qui avait encore environ 1 700 conteneurs à son bord, et qui était en feu depuis le dimanche 7 juillet, a finalement coulé au large des côtes indiennes le 11 juillet 2013, par 3 000 mètres de fond.

## Histoire
Le MOL Comfort a été construit par les chantiers Mitsubishi Heavy Industries Nagasaki shipyard de Nagasaki (Japon) en 2007. Il a été baptisé sous le nom d’APL Russia pour la compagnie American President Lines. Le 1er juin 2012, il a été transféré à la flotte de Mitsui O.S.K. Lines et renommé MOL Comfort.

### Naufrage
Le 17 juin 2013, une fissure s’est formée au milieu du navire par mauvais temps à environ 200 milles nautiques (370 km) au large des côtes du Yémen. La fissure s'agrandissant, le navire s'est finalement cassé en deux peu de temps après. Il était en route depuis Singapour vers Jeddah, en Arabie Saoudite, avec une cargaison de 4 382 conteneurs équivalents à 7 041 EVP. Les vingt-six membres d'équipage (onze Russes, un Ukrainien et quatorze Philippins) ont abandonné le navire et ont été sauvés par deux radeaux de sauvetage et un canot de sauvetage puis par le porte-conteneurs allemand Yantian Express qui les a recueillis. Il faisait partie des trois navires détournés vers le site de l'incident par ICG Mumbai.
Après l'avarie de la structure du navire, les deux sections sont restées à flot avec la majorité de la cargaison intacte, et ont commencé à dériver dans une direction est-nord-est. Une société de sauvetage a été contactée par la compagnie pour remorquer les sections. Le 24 juin, quatre remorqueurs sont arrivés sur les lieux et ont entrepris de remorquer la proue. Le 26 juin, la partie arrière a commencé à prendre l'eau, puis a coulé le lendemain à la position 14° 26′ N, 66° 26′ E à une profondeur de 4 000 mètres. Cette dernière contenait environ 1 700 conteneurs dont certains partent à la dérive et 1 500 tonnes de carburant. Le 1er juillet, la partie avant repart à la dérive après la rupture d’un premier câble de remorquage et s’éloigne des côtes du Sultanat d’Oman vers lesquelles elle était remorquée. Deux jours plus tard, trois remorqueurs parviennent à la récupérer.  Cette partie avant a également coulé le 11 juillet 2013 après un incendie ayant ravagé les conteneurs encore à bord. 
La cause exacte de l'accident est inconnue. Elle pourrait être liée à l'action combinée de la houle et du chargement.

## Conséquences
Les 4 293 conteneurs de la cargaison constitue le nombre le plus important de conteneurs perdus en une seule fois, en 2017, de l'histoire maritime.
Après cet accident, l’armateur japonais a lancé une enquête, avec notamment le constructeur du navire, pour en déterminer les causes. Cependant, il a pris la décision de renforcer la partie centrale des coques des six porte-conteneurs jumeaux du MOL Comfort sans en attendre les résultats. Ceux-ci se trouvent alors à différents endroits, au large des côtes américaines, françaises, vietnamiennes ou en Méditerranée. Ces navires sont le MOL Competence, le MOL Creation, le MOL Charisma, le MOL Celebration, le MOL Courage et le MOL Commitment.

## Galerie

### Navires Jumeaux

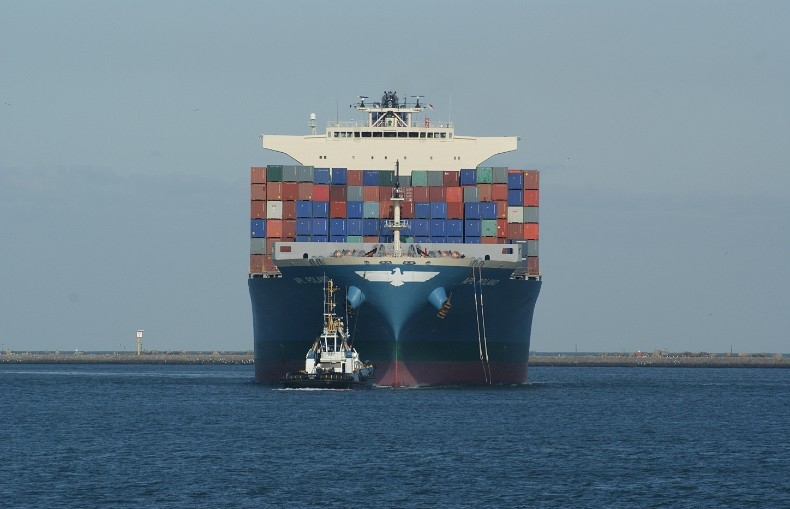
LAPL Poland, devenu le MOL Courage
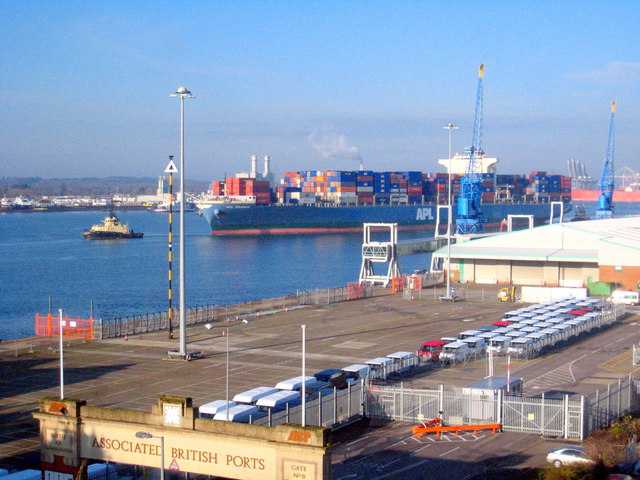
L'APL France, devenu le MOL Charisma
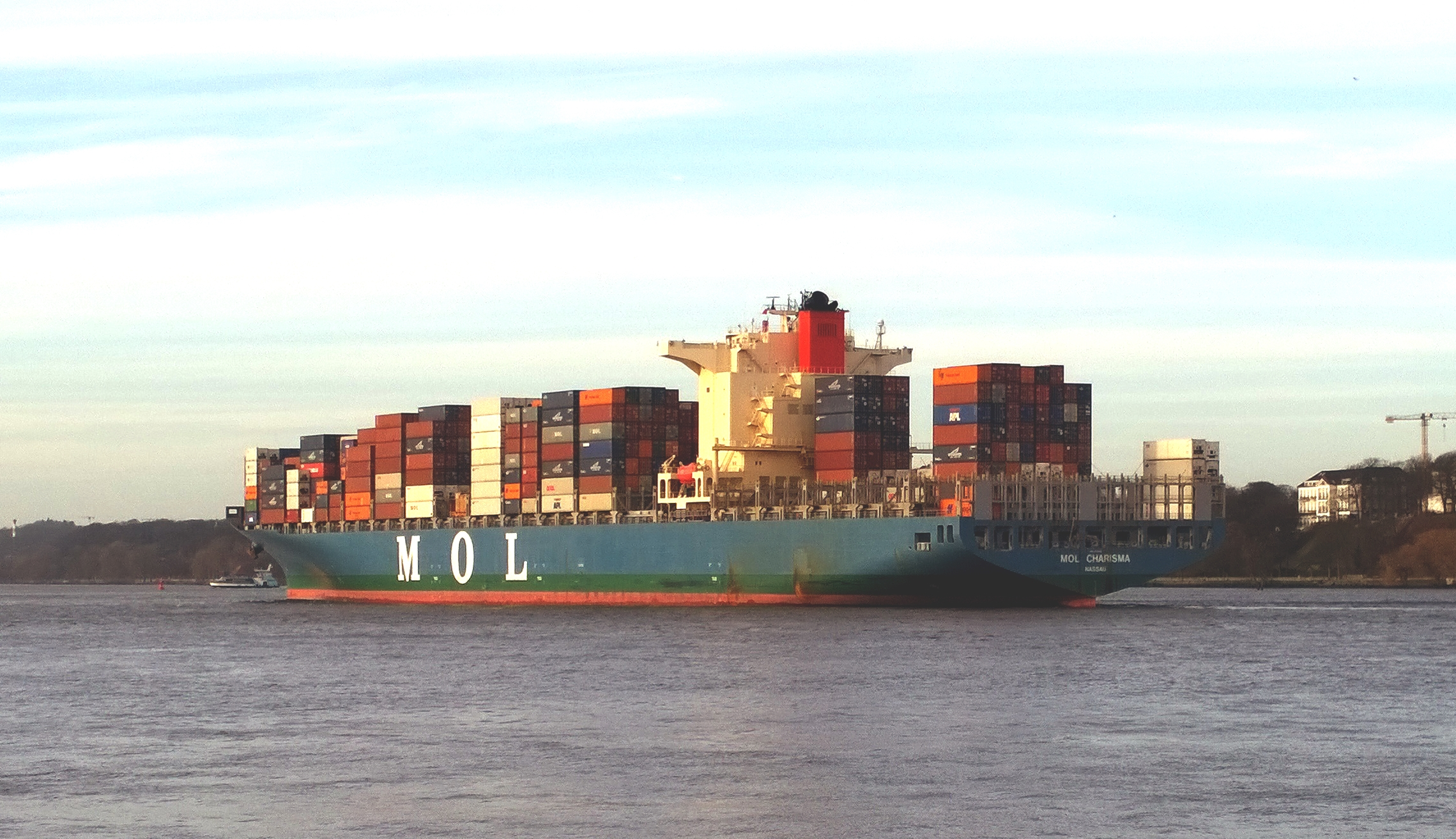
Le MOL Charisma à partir de Hambourg, sur l'Elbe, Janvier 2015